# Universidad Obrera Nacional
Universidad Obrera Nacional (UON) fue una universidad técnica argentina creada en 1948 creada con el fin de formar profesionalmente a la clase trabajadora y favorecer su movilidad social. En 1959 cambió su nombre por el de Universidad Tecnológica Nacional. 
La universidad fue creada por el gobierno de Juan Domingo Perón con el objeto de servir como instituto superior de formación técnica, que completaba la formación dada por las escuelas técnicas del país.
La universidad funcionó regularmente a partir de 1953. Hacia 1955 ya tenía institutos en Buenos Aires, Córdoba, Mendoza, Santa Fe, Rosario, Bahía Blanca, La Plata y Tucumán. Los planes de estudio privilegiaban especialidades tales como las construcciones mecánicas, los automóviles, la industria textil, y las instalaciones eléctricas.
Luego del golpe de Estado de 1955, fue intervenida y hubo intentos de suprimirla que fueron resistidos por los estudiantes y docentes. A partir de 1956 adoptó la denominación de Universidad Tecnológica Nacional y en 1959 fue incorporada como una institución más del sistema universitario oficial.

## Historia

### Creación
El  3  de  mayo  de  1948  ingresó  al Senado  el  proyecto  de  ley  de creación de la Universidad Obrera Nacional, con la firma del Presidente Juan Domingo Perón,  el  ministro  del  Interior,  Ángel  Borlenghi  y   el  secretario  de  Trabajo  José María Freire.
La ley, que llevó el número 13.229, fue aprobada el 19 de agosto de 1948 pero la universidad no comenzó a funcionar hasta 1952. El  7 de octubre de 1952 el Poder Ejecutivo Nacional dictó el Decreto N° 8014/52 por el cual reglamentó la citada ley y le confirió a la Universidad su primer reglamento de organización y funcionamiento.
La fundación de esta universidad era un esfuerzo metódico por acercar los beneficios de la capacitación profesional y la educación técnica a la clase trabajadora del país. Era una Universidad para los obreros afiliados a la CGT. Los alumnos podían ser egresados del 2.º Ciclo de la CNAOP (tenían prioridad de ingreso) o de las escuelas industriales de la Nación. Debían demostrar ser obreros  mediante certificación extendida por la CGT.
El 17 de marzo de 1953 la Universidad Obrera abrió sus puertas y los cursos fueron inaugurados por Juan Domingo Perón el 17 de marzo de 1953. Perón fue nombrado profesor honorario del establecimiento y su discurso durante la inauguración representó un gran acontecimiento nacional. En una clase ofrecida al auditorio, Perón ubicó a la universidad Obrera como una respuesta a las necesidades de la industria y definió sus características diciendo:

"No queremos universidades para formar charlatanes y generalizadores. No queremos escuelas para formar hombres que digan a los demás cómo hay que hacer las cosas sino hombres que sepan hacer por sí las cosas (...) y para esto hay que tener manos de trabajador y vivir con olor a aceite de las máquinas".
Juan Domingo Perón

Al mismo tiempo que estos actos iniciaban los cursos en Buenos Aires, inauguraban el primer ciclo lectivo las Facultades Regionales de Santa Fe, Rosario y Córdoba; unos meses más tarde, el 16 de junio de 1953, lo hacía la de Mendoza. Posteriormente se crearon las de Bahía Blanca (28/1/54), La Plata (íd.), Tucumán (íd.) y Avellaneda (31/3/55).
Su primer y único rector durante el peronismo fue Cecilio Conditi, dirigente sindical, egresado de la Escuela Sindical de la CGT. El vicerrector fue el Ing. Pascual  Pezzano.

### Cambio de nombre (1959)
Tras el derrocamiento del gobierno constitucional de Juan Domingo Perón por un golpe militar —la autoproclamada Revolución Libertadora— en 1955, el nombre de la Universidad fue oficialmente reemplazado el 14 de octubre de 1959 por el nombre de Universidad Tecnológica Nacional.

## Objetivos
La UON tendría por objeto formar "Ingenieros de Fábrica", capacitados para producir procesos de producción. Se pensaba en un perfil profesional más "práctico" que el de los ingenieros tradicionales. Sus alumnos tendrían la obligación de trabajar en su especialidad y cursarían una carrera de cinco años.
Las especialidades que las distintas facultades ofrecían eran: construcciones de obras, hormigón armado, obras sanitarias, mecánica, automotores, transporte y mecánica ferroviaria, instalaciones eléctricas, electromecánica, aeronáutica, industrias textiles, industrias químicas, industria naval, electrotécnica y telecomunicaciones.
Los planes de estudio eran de cinco años y todas las carreras tenían como asignaturas comunes: Sindicalismo Justicialista y Legislación Obrera I y II, Legislación del trabajo, Tecnología de fabricación y organización industrial, Administración y contabilidad industrial e Higiene y seguridad industrial.
Los criterios que ordenaron la estructuración de estos planes y programas de estudio fueron de diversa índole. Por un lado, la necesidad de formar ingenieros "...con una sólida base físico-matemática"; a la vez, "...elevar el nivel intelectual del obrero", y por fin, reflejar "...la compenetración con la Doctrina Nacional y el Plan de Gobierno." El cien por cien del alumnado estaba constituido por trabajadores y técnicos en la especialidad que elegían.
Las clases se dictaban en horario vespertino, de 19.15 a 22.30, con el objetivo de que los obreros pudieran asistir luego de la jornada laboral.

## Sede
La sede central de la UON y también la Facultad Regional Buenos Aires, se hallaban en el amplio edificio de Medrano 951, en el barrio de Almagro, que compartían con la Dirección General de Enseñanza Técnica. En las fotografías de la época se pueden apreciar aulas y laboratorios equipados, un salón de acto y el hall de entrada que contaba con bustos de Perón y Evita y algunas esculturas.